# Bathynomus lowryi
Bathynomus lowryi is een pissebed uit de familie Cirolanidae. De wetenschappelijke naam van de soort is voor het eerst geldig gepubliceerd in 2004 door Bruce & Bussarawit.